# Alberto Mantovani
Alberto Mantovani (Milão, 29 de outubro de 1948) é um médico oncologista e imunologista italiano.
Recebeu o Prêmio Robert Koch  e o Prêmio Antonio Feltrinelli de 2016.

## Publicações
- com Charles A. Dinarello, Petro Ghezzi: Pharmacology of Cytokines, Oxford University Press 2000
- Editor: Chemokines, Basel: Karger 1999
- Cancer: Inflaming metastasis, Nature, Band  457, 2009, S. 36-37
- com P. Allavena, A. Sica, F. Balkwill: Cancer-Related Inflammation, Nature, Band 454, 2008, S.  436-444
- com F. Balkwill: Inflammation and cancer: back to Virchow ?,  Lancet, Band  357, 2001, S. 539-545
- com F. Colotta, F. Re, M. Muzio, R. Bertini, N. Polentarutti, M. Sironi, J. G. Giri, S. K. Dower, J. E. Sims: Interleukin-1 type II receptor: a decoy target for IL-1 that is regulated by IL-4, Science, Band  261, 1993, S. 472-475
- com V. Rossi, F. Breviario, P. Ghezzi, E. Dejana: Prostacyclin synthesis induced in vascular cells by interleukin-1,  Science. Band  229, 1985, S. 174-176
- com B. Bottazzi, N. Polentarutti, R. Acero, A. Balsari, D. Boraschi, P. Ghezzi, M. Salmona: Regulation of the macrophage content of neoplasms by chemoattractants. Science, Band  220, 1983, S. 210-212
- com A. Sica: Macrophage plasticity and polarization: in vivo veritas, J Clin Invest. Band 122, 2012, S. 787-795
- com C. Garlanda, C. A. Dinarello: The IL-1 family: back to the future, Immunity, Band 39, 2013, S. 1003-1018
- com C. Garlanda u.a.: Non-redundant role of the long pentraxin PTX3 in anti-fungal innate immune response, Nature, Band 420, 2002, S. 182-186
- com B. Bottazzi, A. Doni, C. Garlanda: An Integrated View of Humoral Innate Immunity: Pentraxins as a Paradigm. Annual Review Immunol., Band 28, 2010, S. 157-183
- com S. K. Biswas: Macrophage plasticity and interaction with lymphocyte subsets: cancer as paradigm, Nature Immunol., Band 11, 2010, S. 889-896
- com F. Re, M. Muzio, M. De Rossi, N. Poletarutti, J. G. Giri, F. Colotta: The type II "receptor" as a decoy target for interleukin 1 in polymorphonuclear leukocytes: characterization of induction by dexamethasone and ligand binding properties of the released decoy receptor, J. Exp. Med., Band 179, 1994, S. 739-743
- com E. Bonavita u.a.: PTX3 Is an Extrinsic Oncosuppressor Regulating Complement-Dependent Inflammation in Cancer,  Cell, Band 160, 2015, S. 700-714